# Dan Kennis
Daniel Kennis (New York, 7 juni 1919 – Palo Alto, 17 mei 2006) was een Amerikaans producent van B-films (exploitatiefilms).
Vanaf de jaren veertig van de twintigste eeuw ging hij investeren in bioscopen. Later ging hij ook zelf films maken. Hij werkte samen met regisseur Al Adamson, met wie hij twee films over gewelddadige motorbendes maakte (Satan's Sadists, 1969 en Angels' Wild Women, 1972). Ook werkte hij (als production manager) mee aan Adamsons horrorfilm Dracula vs. Frankenstein (1971). Later volgden nog softpornofilms als Naugthy Stewardesses (1975) en Cinderella 2000 (1977).
De laatste producties van Dan Kennis waren de zombiefilm Raiders of the Living Dead (1986) van regisseur Samuel M. Sherman en de sciencefictionfilm Alienator (1989) van regisseur Fred Olen Ray. 
Dan Kennis overleed op 86-jarige leeftijd bij zijn dochter thuis aan de gevolgen van kanker.